# 킴 딜

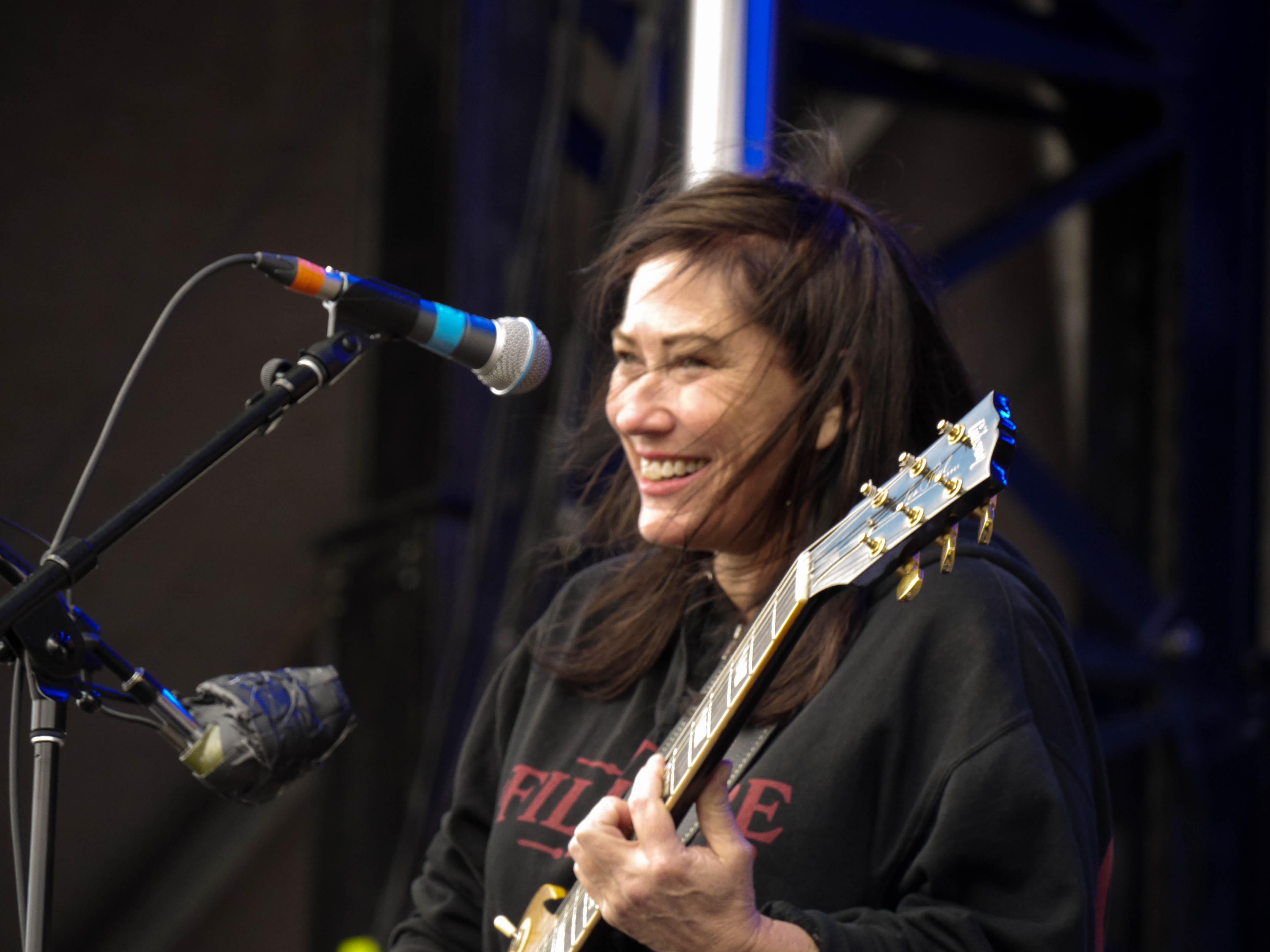

킴 딜(Kim Deal, 본명: 킴벌리 앤 딜, Kimberley Ann Deal, 1961년 6월 10일 ~ )은 미국의 싱어송라이터이자 멀티 악기 연주자이다. 얼터너티브 록 밴드 픽시스의 베이시스트이자 공동 보컬리스트였으며 1989년에 결성한 브리더스의 프론트우먼이다.
딜은 1986년 1월 픽시스에 합류하여 Come on Pilgrim 및 Surfer Rosa 앨범의 활동명 미시즈 존 머피(Mrs. John Murphy)를 채택했다. Doolittle과 픽시즈가 활동을 중단한 후 그녀는 타냐 도넬리(Tanya Donelly), 조세핀 위그스(Josephine Wiggs), 브릿 월포드(Britt Walford)와 함께 브리더스(Breeders)를 결성했다. 밴드의 데뷔 앨범 Pod에 이어 그녀의 쌍둥이 자매 켈리 딜(Kelley Deal)이 타냐 도넬리를 대신하여 합류했다.
픽시즈는 1993년 초에 헤어졌고 딜은 싱글 "Cannonball"로 1993년 플래티넘 판매 앨범 Last Splash를 발표한 브리더스에게 그녀가 집중할 수 있게 해주었다. 1994년, 브리더스는 딜의 여동생 케넬리가 마약 재활에 들어간 후 중단되었다. 밴드가 활동을 중단하는 동안 딜은 태미 앰퍼샌드(Tammy Ampersand)라는 예명을 채택하고 단명한 록 밴드 The Amps를 결성하여 1995년에 싱글 앨범인 Pacer를 녹음했다. 2002년 Title TK와 2008년 Mountain Battles 등 두 앨범을 추가로 발매한다. 그 기간 동안 그녀는 2004년 밴드가 재결합했을 때 픽시즈로 돌아올 예정이었다. 브리더스는 밴드의 가장 유명한 라인업(위그스와 짐 맥퍼슨이 1995년 이후 처음으로 밴드에 다시 합류함) 이후 밴드의 히트 앨범 Last Splash의 20주년을 기념하는 새로운 투어 시리즈를 위해 재결합했다.
2018년, 브리더스는 1993년 Last Splash 발매 이후 딜, 위그스, 맥퍼슨을 재결합한 첫 번째 앨범인 다섯 번째 앨범 All Nerve를 발매했다.

## 음반

### 픽시즈
- Come on Pilgrim
- Surfer Rosa
- Doolittle (음반)
- Bossanova
- Trompe le Monde

### 브리더스
- Pod (브리더스의 음반)
- Safari (EP)
- Last Splash
- Live in Stockholm 1994
- Head to Toe
- Title TK
- Mountain Battles
- Fate to Fatal
- All Nerve

### The Amps
- Pacer

### Solo 7" single series
- "Walking with a Killer" b/w "Dirty Hessians" (2012)
- "Hot Shot" b/w "Likkle More" (2013)
- "Are You Mine?" b/w "Wish I Was" (2013)
- "The Root" b/w "Range On Castle" (2014)

"Biker Gone" b/w "Beautiful Moon Clear" (2014)